# Arvo Niemelä
Arvo Niemelä (* 17. Januar 1909 in Loppi; † 17. August 1984 in Helsinki) war ein finnischer Ringer im griechisch-römischen Stil.
Bei den Ringer-Europameisterschaften im März 1933 in Helsinki kam der Schwergewichtler hinter Kurt Hornfischer aus Deutschland aber vor Carl Westergren aus Schweden auf Rang zwei. Niemelä hatte zuvor Westergren besiegt.
Arvo Niemelä rang für den finnischen Spitzenklub Helsingin Atleettiklubi.

## Finnische Meisterschaften
- 1930, 2. Platz, GR, Sg, hinter Hjalmar Nyström
- 1931, 2. Platz, GR, Sg, hinter Hjalmar Nyström
- 1932, 1. Platz, GR, Sg, vor Hjalmar Nyström
- 1933, 1. Platz, GR, Sg, vor Väinö Laitinen
- 1934, 1. Platz, GR, Sg, vor Hjalmar Nyström und Onni Pellinen
- 1935, 2. Platz, GR, Sg, hinter Hjalmar Nyström
- 1938, 1. Platz, GR, Sg, vor Veikko Peräkorpi und Mikko Mansikka

| Personendaten    | Personendaten     |
| ---------------- | ----------------- |
| NAME             | Niemelä, Arvo     |
| KURZBESCHREIBUNG | finnischer Ringer |
| GEBURTSDATUM     | 17. Januar 1909   |
| GEBURTSORT       | Loppi             |
| STERBEDATUM      | 17. August 1984   |
| STERBEORT        | Helsinki          |